# Earl E. McCoy
Earl Elleson McCoy (Indianapolis, 6 december 1884 – El Paso, 13 juli 1934) was een Amerikaans componist, dirigent, hoboïst, trombonist, violist en pianist. Hij is een zoon van het echtpaar William A McCoy (1844-1905) en Elizabeth McClain McCoy (1851-1922).

## Levensloop
McCoy groeide op in Dallas en kwam daar vroeg met de blaasmuziek in contact. Hij studeerde 1905-1906 aan de Universiteit van Illinois. Later studeerde hij aan het Chicago Conservatory in Chicago. Hij werkte als dirigent zowel in verschillende theaterorkesten alsook in harmonieorkesten in New York, Rochester, Chicago en Dallas. In 1920 maakte hij als dirigent een 10-jarig contract met de Majestic Circuit Roman Novarro. In 1930 vertrok hij naar El Paso (Texas) en werd aldaar dirigent van de College of Mines and Metallurgy Band. McCoy was een van de mede-initiatiefnemers voor de oprichting van het Dallas Symphony Orchestra alsook van het El Paso Symphony Orchestra.
Als componist was hij autodidact en schreef een aantal werken voor harmonieorkest.

## Composities

### Werken voor harmonieorkest
- 1905 Lights Out March - (Het trio van deze mars dient met de tekst van Robert N. Fitch als "strijdlied" Fight for California[3] van de Universiteit van Californië - Berkeley)
- 1918 Sons of Uncle Sam, mars
- Apaguen las luces

## Persoonlijk
- McCoy huwde rond 1909 in Danville met Maye Bess Blaisdell (1882-1961).[4]